# زواج القصر

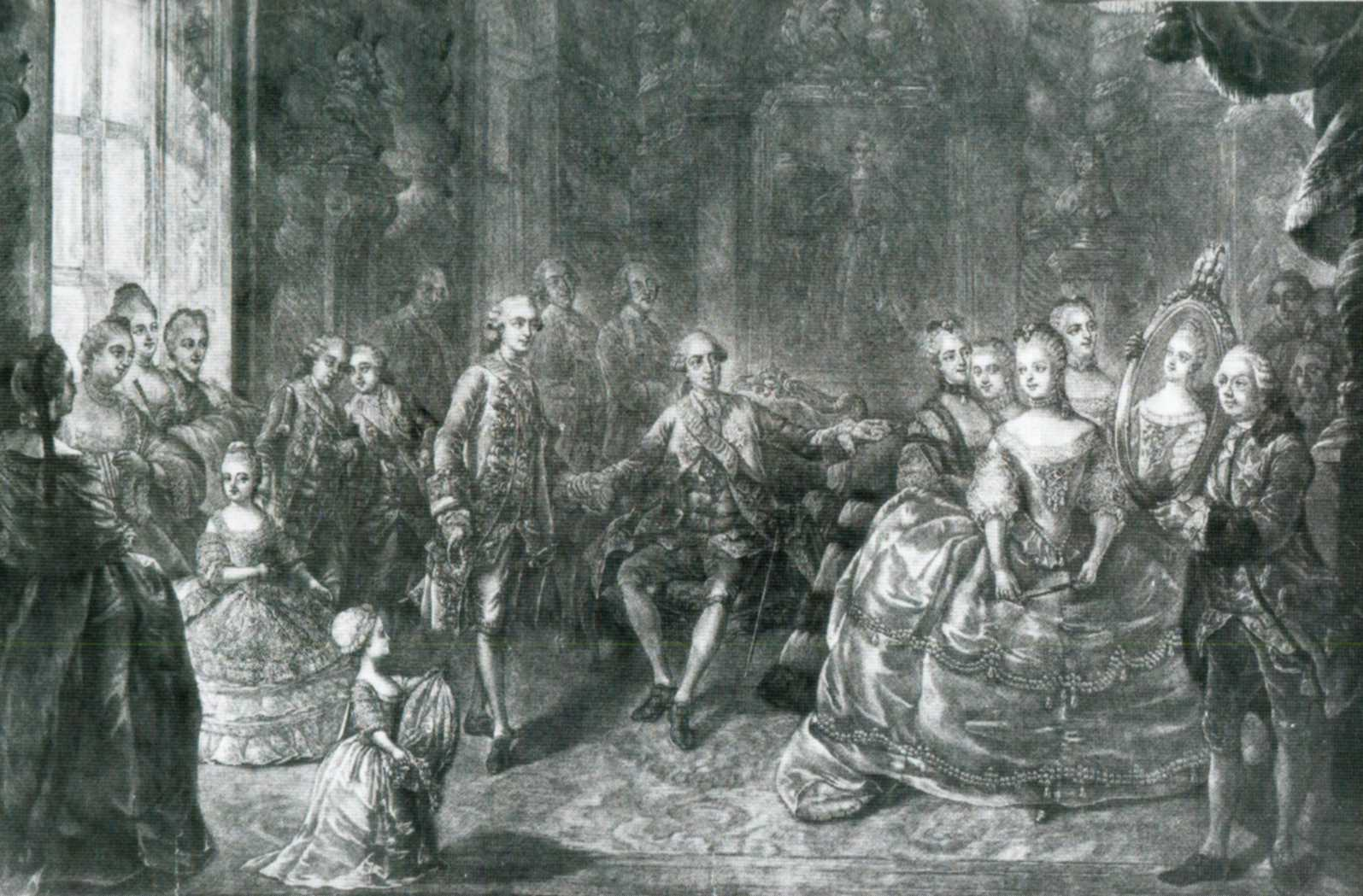
تقديم ماري أنطوانيت للويس أوغست في فرساي، وذلك قبل زواجهما. تزوجت في سن ال 15، في 16 أيار 1770.

زواج الأطفال أو زواج القصر هو زواج رسمي أو غير رسمي للأطفال دون سن البلوغ 18 عام. لوحظ أن الغالبية العظمى من المتضررين من الممارسات هم من الفتيات، ومعظمهم في أوضاع اجتماعية واقتصادية متدنية.
في حالات كثيرة، يكون أحد الزوجين طفل، وعادة ما تكون الأنثى، ويرجع ذلك إلى أهمية العذرية المفروضة على الإناث. المحرك الرئيسي لزواج الأطفال يكمُن في الفقر وثمن العروس، والمهر، والتقاليد الثقافية والقوانين التي تسمح بزواج الأطفال، والضغوط الدينية والاجتماعية، والخوف من العنوسة، والأمية، وعدم تقبل عمل المرأة من أجل المال.
زواج الأطفال كان شائعًا على مر التاريخ البشري. اليوم، وكذلك لا تزال منتشرة على نطاق واسع إلى حد ما في بعض المناطق النامية من العالم، مثل أجزاء من أفريقيا، وجنوب آسيا،  وجنوب شرق وشرق آسيا، غرب آسيا، وأمريكا اللاتينية، وأوقيانوسيا. معدلات الإصابة جراء زواج الأطفال قد تراجع في معظم أنحاء العالم. الدول الخمس ذات المعدلات الأعلى في زيجات الأطفال في العالم، دون سن 18، النيجر، والتشاد، ومالي، وبنغلاديش وغينيا. أعلى ثلاث دول بمعدلات أكبر من 20٪ من زيجات الأطفال دون سن 15 هي النيجر وبنغلاديش وغينيا.
واحدة من أصل ثلاث فتيات في المناطق النامية من العالم تزوجن قبل بلوغ سن 18، ويقدر أن 1 من كل 9 فتيات في البلدان النامية تزوجن قبل سن 15 عامًا. أحد أكثر أسباب الوفاة شيوعًا للفتيات التي تتراوح أعمارهن بين 15 إلى 19 في البلدان النامية هو الحمل والولادة. صدرت قوانين لحماية الأطفال المعرضين لخطر الاستغلال لتحديد سن قانوني للزواج.

## التاريخ

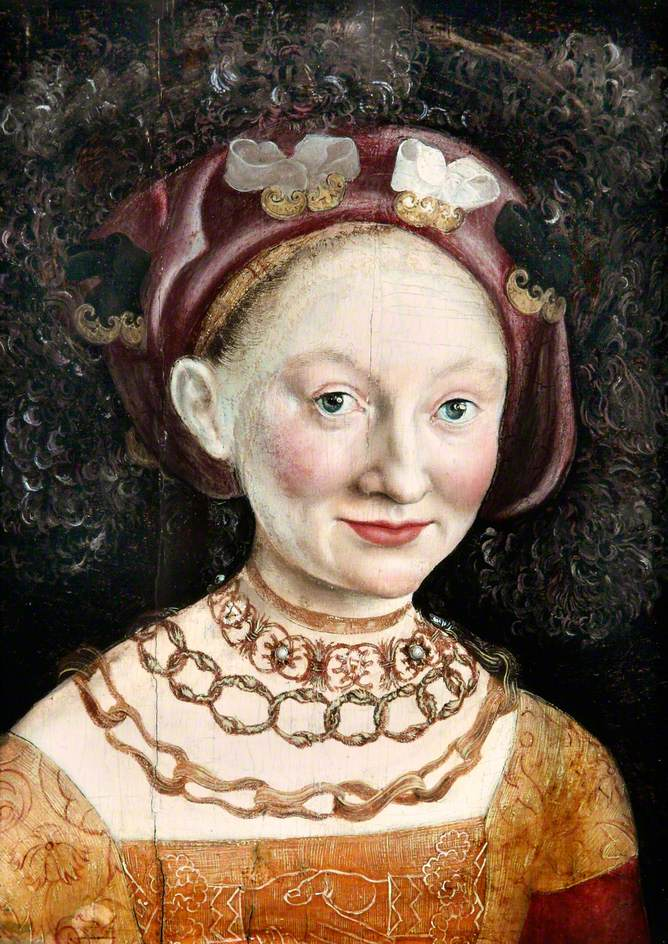
عام 1533، تزوجت الأميرة إميليا من ولاية ساكسونيا (16 عامًا) من جورج مرغريف براندنبورغ بايرويت أنسباخ (48 عامًا)

قبل التاريخ الحديث، كان زواج الأطفال ممارسة شائعة وجدت في كل مكان في العالم. مع قدوم القرن العشرين، بدأت تظهر تساؤلات حول هذه الممارسة، وباتت لا تشجعها أغلبية الحكومات ولكن ليس كُلها، وأصبحت في الانخفاض في جميع أنحاء العالم.
في المجتمعات القديمة والعصور الوسطى، كانت الفتيات يُخطبن في سن البلوغ أو قبله. في اليونان، شُجِعت ممارسات الزواج المبكر والأمومة المبكرة للفتيات. حتى الأولاد كانوا يتزوجون قبل أن يبلغوا سن 18 عام، بمتوسط عمر متوقع بين 40 و 45 عام. في روما القديمة، كانت الفتيات المتزوجات فوق سن 12 والأولاد فوق 14 عام. في العصور الوسطى في ظل القوانين المدنية الإنجليزية التي كانت مستمدة من قوانين الرومان، فكان الزواج قبل سن ال 16 شائع. في الصين أثناء الإمبراطورية، كان زواج الأطفال هو الزواج الطبيعي.

### الأديان
أثرت معظم الأديان عبر التاريخ في سن الزواج. على سبيل المثال، نهى القانون الكنسي المسيحي الزواج من الفتاة قبل سن البلوغ. نصوص ال فيدا الهندوسية تُسنن الزواج للفتاة إلى مرحلة البلوغ التي تُعرف بأنها بعد ثلاث سنوات من بداية سن البلوغ. علماء اليهود والحاخامات يُشددون على أن الزواج قبل سن البلوغ. في المقابل، يفتي علماء المسلمين بأهلية الزواج المُبكر للفتيات بعد سن البلوغ وإن تغيَر سنَه تبعاَ للزمان والمكان وتبعاَ للقاعدة لا ضرر ولا ضرار، معتمدين على زواج الرسول النبي مُحمّد صلى الله عليه وسلَم كما هو موضح في صحيح البخاري وصحيح مسلم. من عائشة، وإتمام الزواج قبل أن تصل إلى سن ال 10 أعوام حيث قد عقد النكاح في السادسة وانتظر أكثر من 3 سنوات حتى البلوغ.
عن محمد بن يوسف حدثنا سفيان عن هشام عن أبيه عن عائشة رضي الله عنها: «أن النبي صلى الله عليه وسلم تزوجها وهي بنت ست سنين وأدخلت عليه وهي بنت تسع ومكثت عنده تسعا» صحيح البخاري

## حسب الجنس

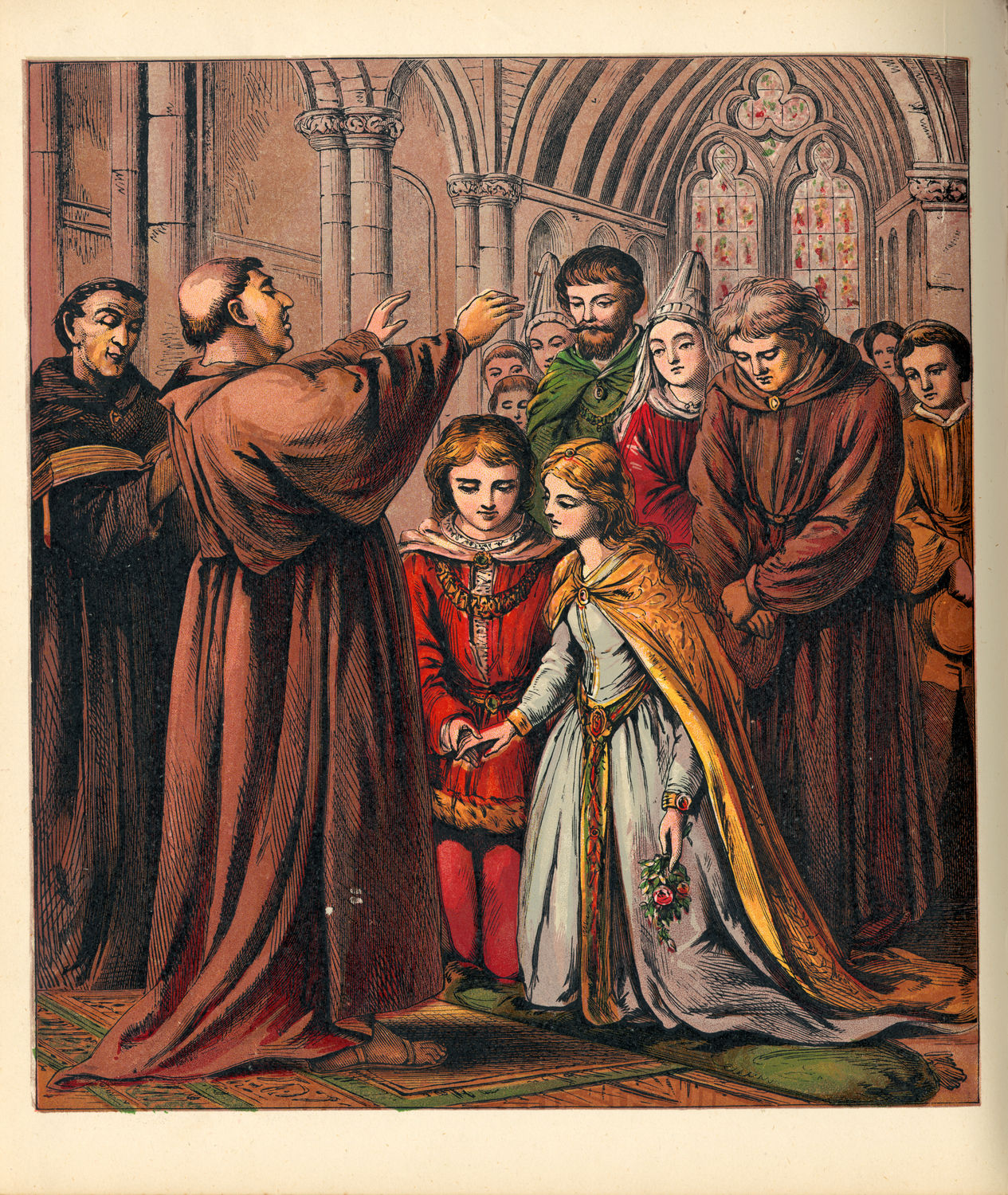
زواج القصر المسيحيين في العصور الوسطى

### الأولاد
في بعض الأحيان يتزوج الأولاد وهم أطفال على الرغم أن الفتيات هم الأكثر تضررًا وفقًا لليونيسيف. زواج الأطفال هو أكثر شيوعًا بين البنات عن البنين بخمس مرات. الابحاث المتعلفة بآثار زواج الأطفال على الأولاد مازلت قليلة، وفي سبتمبر 2014 كان هناك 156 مليون رجل متزوجين وهم أطفال تحت السن القانوني.

### البنات
لزواج الأطفال أثار دائمة على الفتيات، من منظور صحي وتعليمي وأجتماعي. هذه العواقب تستمر إلى ابعد من مرحلة المراهقة. ومن أكثر الاسباب شيوعًا لوفاة الفتيات في الفئة العمرية من 15 سنة إلى 19 عام في البلدان النامية هو الحمل والولادة. وتعتبر النيجر أعلى معدل لزواج الأطفال في العالم حيث انه يتزوج حوالي 3 من كل 4 فتيات قبل بلوغهن سن الثامنة عشرة.

## أسباب زواج الأطفال
ووفقًا لصندوق الأمم المتحدة للسكان، فأن العوامل التي تشجع زواج الأطفال تشمل الفقر وعدم المساواة بين الجنسين وأبرام صفقات الأراضي أو الممتلكات وتسوية المنازعات. السيطرة على الحياة الجنسية للفتاة وحماية شرف الأسرة، العادات والتقاليد وأنعدام الأمن خصوصًا أثناء الحروب والمجاعات وانتشار الأوبئة. وهناك عوامل أخري مثل الروابط الأسرية التي يكون فيها الزواج طريقة لتوطيد العلاقات بين الأسر.

### المهر

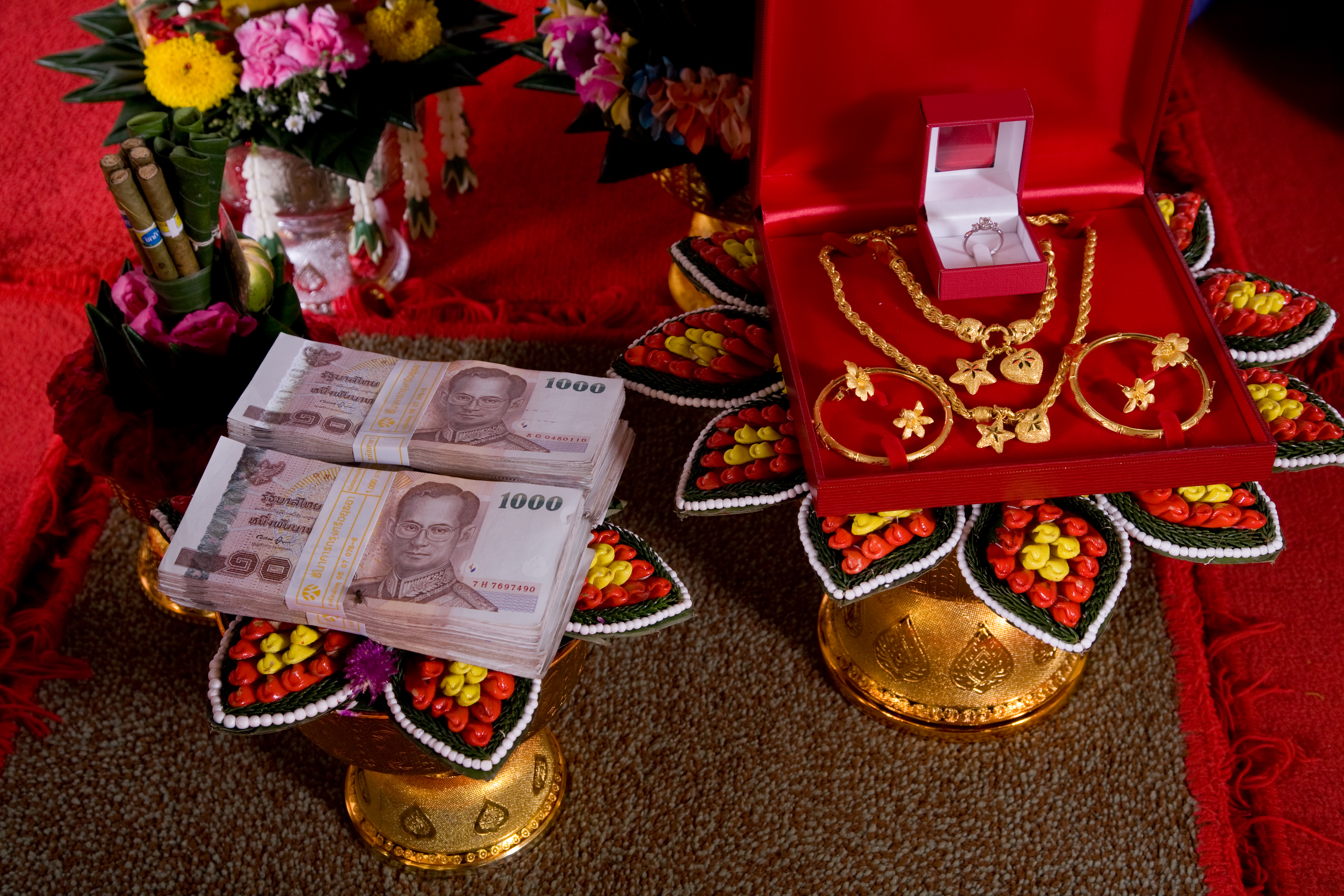
تقديم المهر على الطريقة التقليدية التايلاندية خلال حفل الخطبة

المهر هو المبلغ الذي سيدفعه العروس لآباء العروسة لكي يوافقوا على زواجه من أبنتهم. في بعض البلدان كلما كانت العروسة أصغر سنًا كلما ارتفع سعر مهرها. هذه الممارسة خلقت حافز اقتصادي حيث تتزوج الفتيات مبكرًا بواسطة اهلها. كما أن زواج البنات وهن أطفال وسيلة للخروج من الأزمات الأقتصادية الرديئة أو ببساطة مصدر دخل للوالدين، كما أن المهر سبب من أسباب زواج الأطفال والتجارة بهم.

### الاضطهاد والهجرة القسرية والعبودية
الاضطرابات الاجتماعية مثل الحروب والتحول الديني القسري وأخذ المواطنين كسجناء حرب وتحويلهم إلى عبيد والاعتقالات والهجرات القسرية غالبًا ما تجعل العريس المناسب سلعة نادرة. ستسعى عائلات العروسة إلى الحصول ايه عروس متاح وتزوجه لبناتها قبل ان تتحرك أي احداث خارجة تبعد الفتى بعيدًا أو تجعله يصرف النظر.

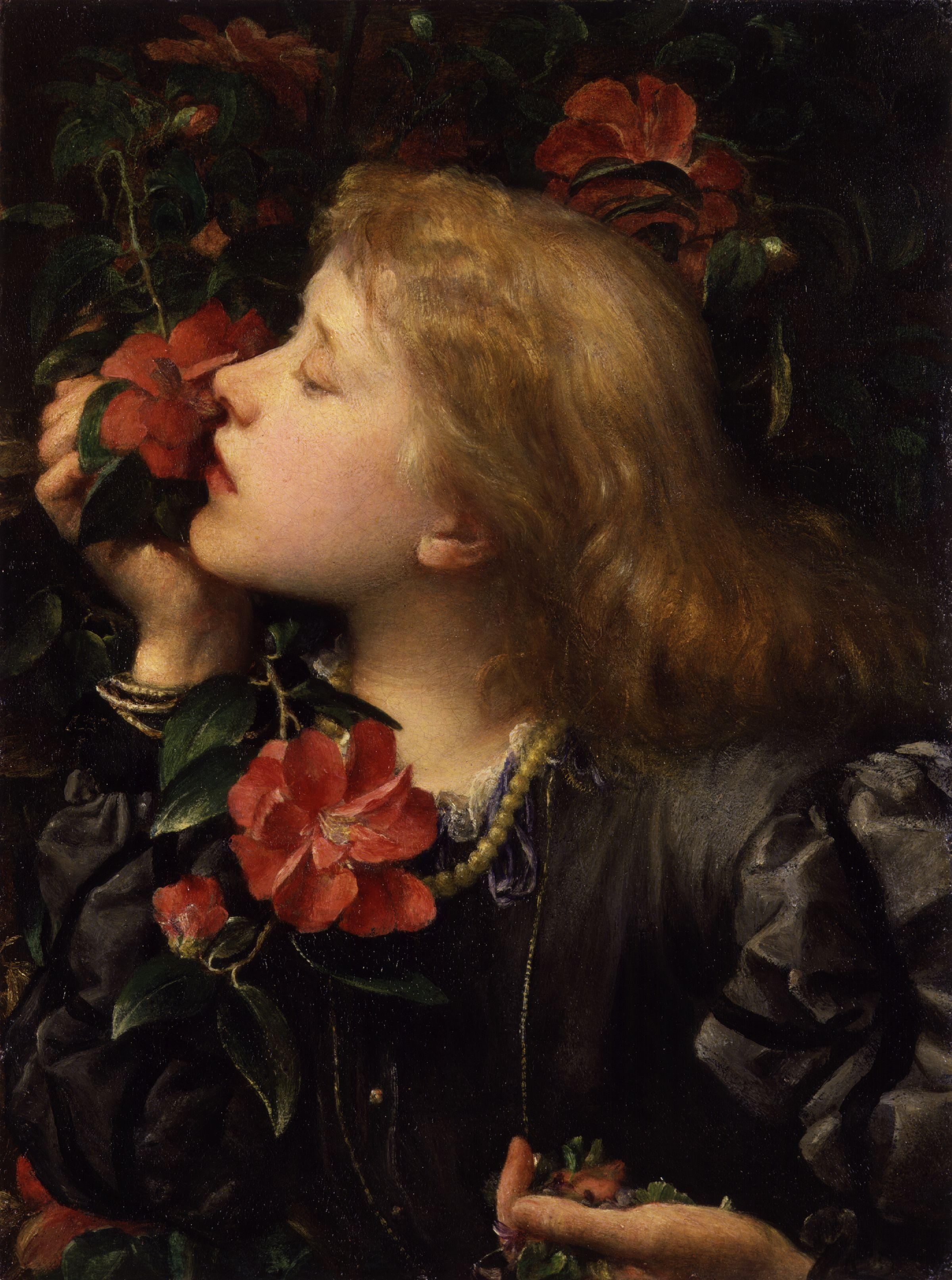
ممثلة المسرح الإنجليزية إلين تيري تزوجت وهي في السادسة عشر من جورج فريدرك واتس (46 عامًا)، باعتقاد هذا الزواج سيكون له مُميزاته؛ وقالت إلين لاحقًا بأنها لم تشعر بالارتياح كونها طفلة عروس. توفيت إلين بسن 81 عام 1928

### الخوف والفقر والضغوط الاجتماعية
الشعور بانعدام الأمن الأجتماعي يعد سبب من اسباب زواج الأطفال في جميع أنحاء العالم، على سبيل المثال في نيبال يخشى الإباء الوصمة الاجتماعية المحتملة إذا بقيت البنات البالغات في المنزل، ويكون الخوف من حدوث أي جريمة لها مثل الاغتصاب وهو أمر لا يمكن ان يشكل صدمة فقط على عائلة الفتاة ولكنه قد يؤدي الي قبول الفتاة بشخص اقل إذا أصبحت ضحية لجريمة أغتصاب. على سبيل المثال قد لا ينظر للفتيات على أنهن مؤهلات للزواج إذا لم يكونوا عذراوات. في ثقافات أخرى يكون السبب هو الخوف ان تشترك الفتاة الغير متزوجة في علاقة غير مشروعة الذي قد يؤدي الي وصمة اجتماعية دائمة لأخوتها.
الفقر الشديد أيضًا يجعل الفتيات عبئًا اقتصاديا على الاسرة، والذي يمكن ان يخف هذا العبئ عن طريق الزواج المبكر. حيث عادة ما ينظر الآباء الفقراء للزواج على انه طريقة لتأمين مستقبل الفتاه ماليًا.
عامل أخر اضافي سبب زواج الأطفال هو الاعتقاد الابوي بأن الزواج المبكر يوفر الحماية من الأمراض التناسلية وفي الواقع تميل الفتيات الصغيرات إلى الزواج من كبار السن مما يجعلهن أكثر عرضة لخطر الإصابة بامراضة منقولة جنسيًا.

كما أن هناك بعض العائلات التي تقوم بتزويج فتياتهم لأشخاص مسلحين، على أمل أن ذلك سيحميهن جيدا، كما أنه في بعض الأحيان يقوم إجبار الفتاة للزواج بالقوة.

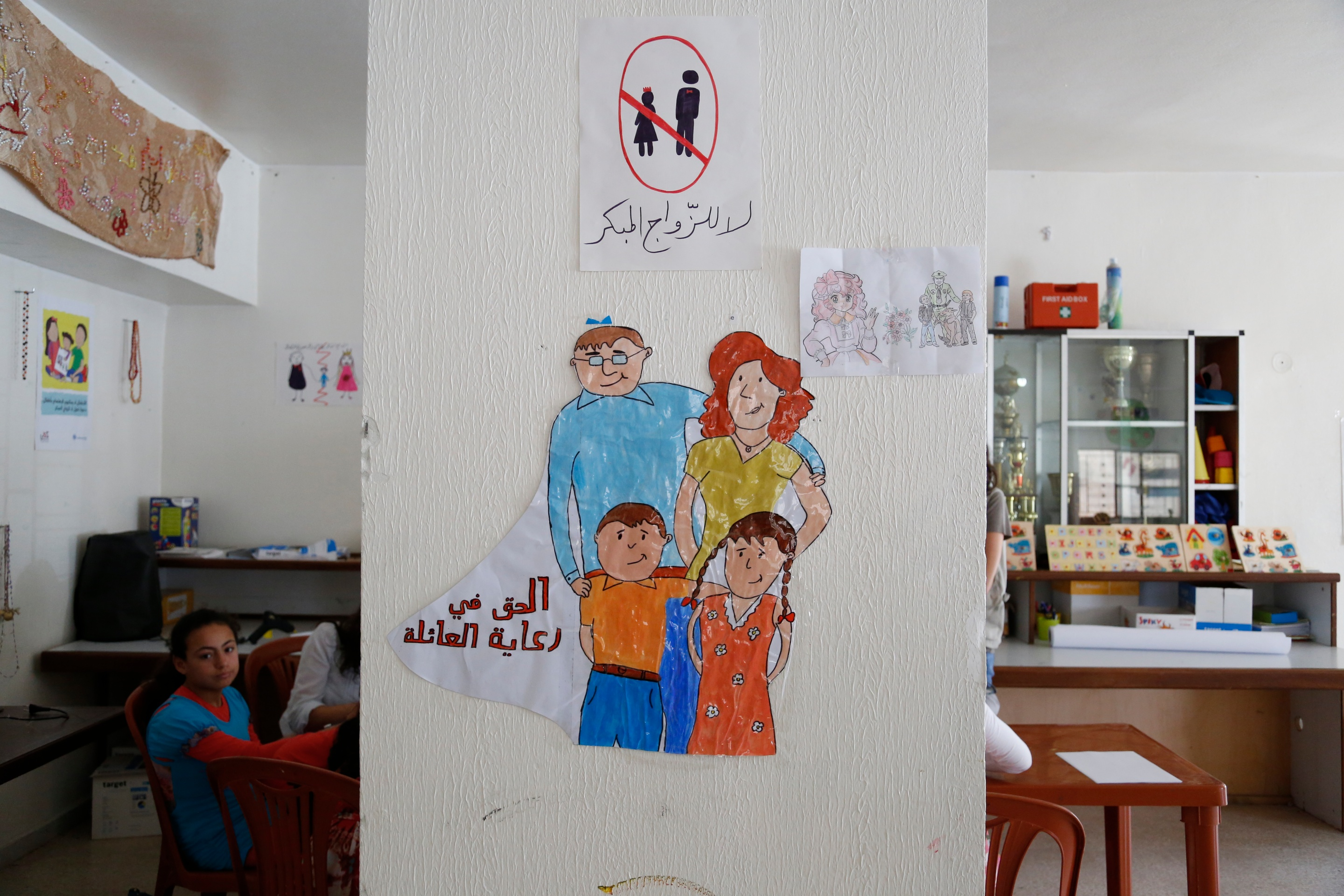
رسوم تشجع على منع زواج الأطفال، قام بها أطفال سوريون في مركز للائجين جنوب لبنان.

### الديانة والثقافة والقانون المدني
بالرغم من أن السن القانوني للزواج في معظم الدول هو 18 عام، إلا أن أغلب السلطات القضائية تسمح باستثناءات للشباب القاصر مع موافقة قضائية للآباء، ومثل تلك القوانين يتم سنها أيضا في الدول النامية.
وفي بعض الدول يكون هناك صلاحية قانونية للزواج الديني، ويمتنع نفس الأمر عن الآخرين.
عند الكاثوليك، وضعت الكنيسة اللاتينية قانون للزواج وهو 16 عام للذكور و14 للإناث.(c. 1083 §1)
في 2015، رفعت اسبانيا عمر الزواج إلى 18 (عامًا 16 عامًا بموافقة المحكمة)، بعد أن كان 14 في السابق. وفي المكسيك، يسمح بالزواج تحت سن 18 ولكن بموافقة قضائية من الآباء.
في اوكرانيا، عام 2012، تم المساواة بين الذكور والإناث لعمر الزواج وهو 18 عام، ويمكن للمحكمة أن تسمح بالزواج في سن 16 عامًا إذا كان ذلك في مصلحة الشباب.
في الولايات المتحدة، تسمح العديد من الولايات بزواج القاصرين مع وجود إذن من المحكمة. وفي كندا، أقل عمر للزواج هو 16 عام.
في المملكة المتحدة، يسمح الزواج القاصرين، من عمر 16 سنة مع موافقة قضائية للآباء في إنجلترا وويلز، وأيضا في ايرلندا الشمالية، وحتى بدون موافقة قضائية في سكوتلاندا.

وفقُا لدراسة أجراها صندوق الأمم المتحدة للسكان:
هناك ارتباط وثيق بين القيود التي تضعها القوانين ومتوسط عمر الأشخاص عند الزواج الأول. إحصاءات تعداد السكان بالولايات المتحدة عام 1960 يذكر أن 3.5% من الفتيات تزوجن تحت سن 16 عام. 11.9% تزوجن بين سن 16 و18 عامًا.

ذلك الارتباط الوثيق بين العمر المرتفع الزواج الأول في القانون المدني والنسبة التي تتم ملاحظتها لزواج القاصرين، ينهار في بعض الدول الإسلامية حيث العديد من الأسر تتجاوز القانون المدني للدول. هناك دراسة قامت بها اليونيسيف، وجدت أن أكثر خمس دول في العالم تعاني من معدلات مرتفعة لزواج الأطفال هي، النيجر 57 %، تشاد 72 %، مالي 71 %، بنجلاديش 64 %، وغينيا 63 %، وجميعها دول بها نسبة كبيرة جدًا من المسلمين.

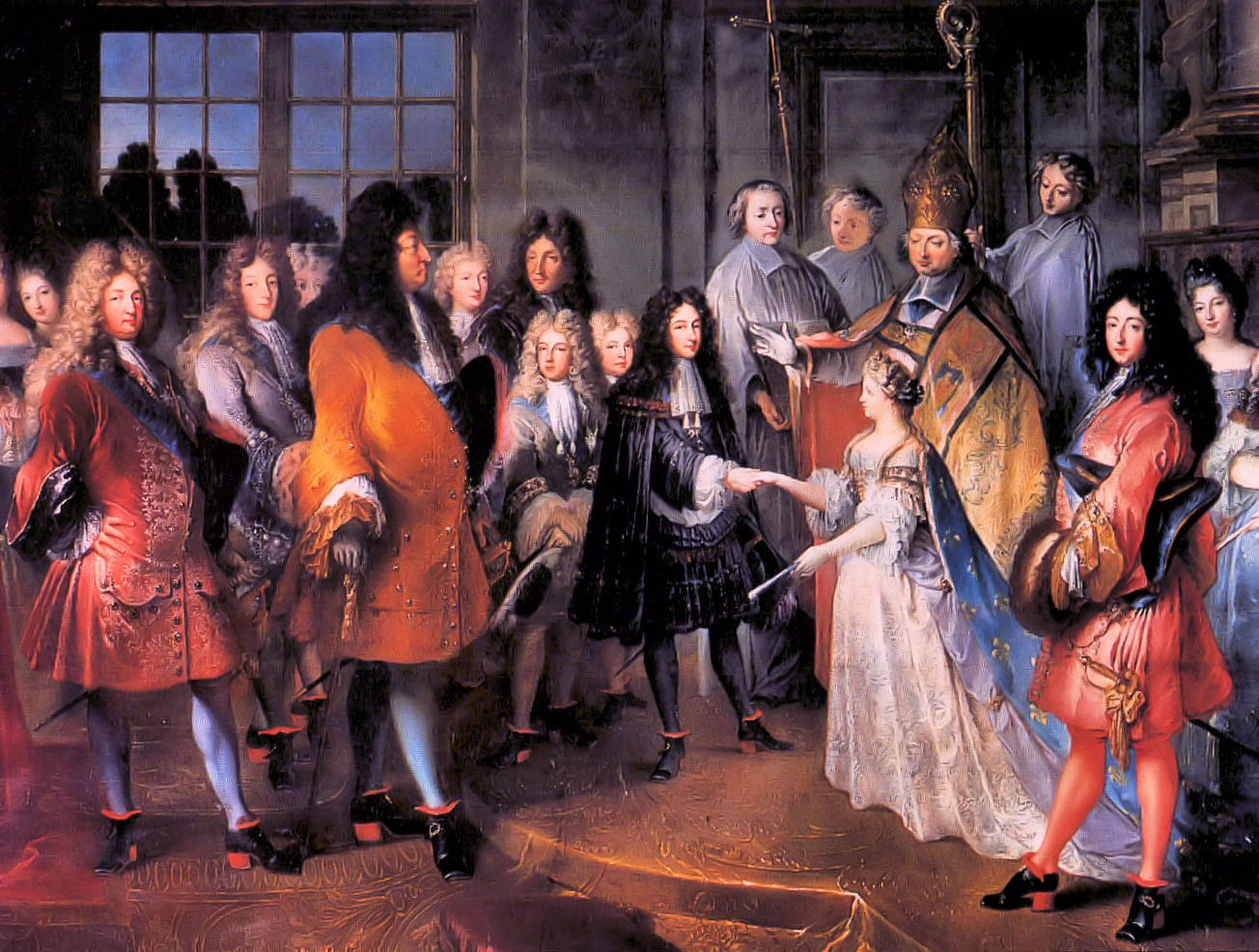
زواج القصر عام 1697 حيث تزوجت ماري أديلايد من سافوي من لويس، دوق بورغوندي وريث عرش فرنسا. خلق الزواج تحالفاً سياسيًا

### السياسات والعلاقات المالية
يعتمد زواج القاصرين على الحالة الاجتماعية الاقتصادية، حيث استخدمت الطبقة الأرستقراطية في بعض الثقافات زواج القاصرين كطريقة لضمان البقاء على الروابط والعلاقات السياسية. كانت العائلات تقوم بتزويج أطفالهم لزيادة روابطها السياسية. وتعد الخطبة عقد ملزم على العائلات والأطفال. وإلغاء الخطبة من الممكن أن ينتج عواقب وخيمة على العائلات أنفسهم والمخطوبين.

## زواج الأطفال حسب المنطقة

### افريقيا

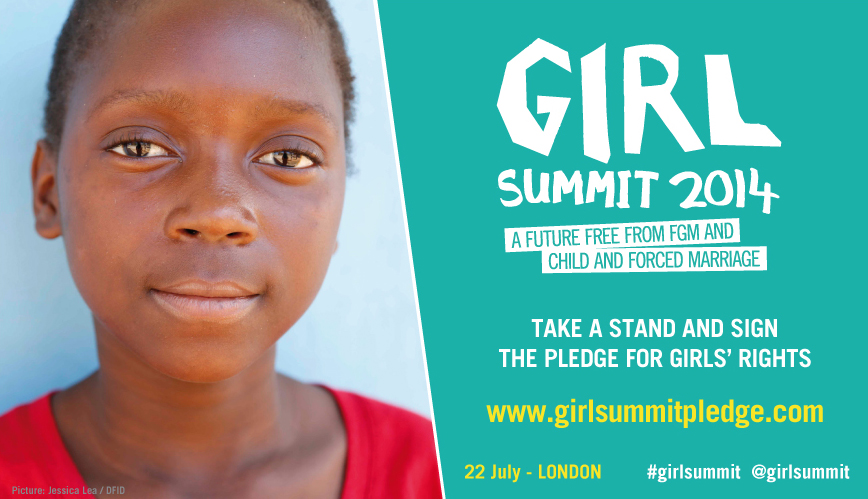
ملصق ضد زواج القضر والزواج القسري

وفقًا لليونيسيف فان افريقيا لديها أعلى معدلات زواج للأطفال، حيث تزوج أكثر من 70% من الفتيات دون سن الثامنة عشرة في ثلاثة دول. والفتيات في غرب ووسط افريقيا هن الأكثر عرضة لخطر الزواج في مرحلة الطفولة. والنيجر واحدة من اعلى معدلات الزواج المبكر في افريقيا. ومن بين النساء النيجيريات اللواتي تترواح أعمارهن بين 20 و 24 عامًا أفاد 76% بأنهم تزوجن قبل سن الثامنة عشرة و28% أفدن أنهم تزوجن قبل سن الخامسة عشرة. ويستند هذا التقرير الذي أعدته اليونيسيف إلى بيانات مستمدة من دراسة استقصائية صغيرة لعينة بين عامي 1995 و 2004 ولا يعرف المعدل الحالي بسبب الافتقار إلى البنية التحتية وفي بعض الحالات بسبب العنف الإقليمي.
سنت البلدان الأفريقة قوانين سن الزواج للحد من الزواج من سن 16 إلى 18 سنة وفي اثيوبيا وتشاد والنيجر يبلغ سن الزواج القانوني 15 عامًا، ولكن العادات المحلية والدينية لها القدرة على السماح بالزواج دون سن الثانية عشرة. زواج البنات وهم أطفال شائع جدًا ومنتشر على نطاق واسع في غرب وشمال شرق افريقيا. بالإضافة إلى ذلك فان الفقر والدين والتقاليد يجعل معدل زواج الأطفال في الصحراء الكبرى مرتفعًا جدًا.
وفي كثير من النظم القبلية يدفع الرجل مهر لأسرة الفتاة لكي يتزوجها وفي اجزاء كثيرة من افريقيا يتحدد هذا المبلغ اما نقدًا أو ماشية أو اشياء ثمينة أخرى وينخفض الثمن كلما زادت الفتاة سنًا. وتشير مختلف التقارير إلى انه في كثير من بلدان جنوب الصحراء الكبري توجد نسبة عالية من حالات الزواج للفتيات دون سن خمسة عشرة عامًا وتميل الكثير من الحكومات إلى التغاضي عن هذه المشكلة. وفي أجزاء من اثيوبيا ونيجيريا تتزوج العديد من الفتيات قبل بلوغ سن الخامسة عشرة وبعضن لا يتجاوز السابعة.
وفي مالي تزوج 39% من الفتيات قبل بلوغ سن 15 عامًا. وفي النيجر وتشاد تزوجت أكثر من 70% من الفتيات قبل بلوغهن سن 18 عامًا. وفي عام 2006 كان 15% - 20% من المتسربين من المدارس في نيجيريا نتيجة للزواج المبكر.
وفي عام 2013 حاولت نيجيريا تغير جزء من المادة 29 من قوانينها وحظر زواج الأطفال. ويعد الإسلام والمسيحية هما الديانتان الأكثر انتشارًا في البلاد حيث تبلغ نسة أتباعهما حوالي 50% من إجمالي السكان. ولا تزال البلاد تطبق قوانين الأحوال الشخصية التي تم سنها خلال حقبة الاستعمار البريطاني، حيث يحظر زواج الأطفال بالنسبة للمسيحيين في حين يسمج به للمسلمين. زواج الأطفال هو موضوع خلاف في نيجيريا وهو منتشر على نطاق واسع. في الولايات الشمالية، التي يغلب على سكانها المسلمون، يتزوج أكثر من 50٪ من الفتيات قبل سن 15 عامًا.
في عام 2016، خلال عيد الفطر، أعلن الرئيس غامبيا يحيى جامع تم حظر زواج الأطفال والزواج القسري.
وفي عام 2015 أصدرت مالاوي قانونًا يحظر زواج الأطفال ورفع الحد الأدني للزواج إلى 18 سنة. وجاء هذا الإنجاز بعد سنوات من الجهود التي بذلتها حملة تمكين الفتيات، مما دفع زعماء القبائل إلى إلغاء هذه الممارسة
وفي المغرب يعتبر زواج الأطفال ممارسة شائعة. حيث انه هناك أكثر من 41 الف حالة من زواج الأطفال سنويًا. وقبل عام 2003 لم يكن زواج الأطفال يتطلب موافقة المحكمة أو الدولة، ولكن في عام 2003 اصدرت المغرب قانون الاسرة الذي رفع الحد الادني لسن زواج الفتيات من 14 إلى 18 سنة باستثناء انه قد تتزوج الفتيات القاصرات باذن من الحكومة أو والد الفتاة. على مدى السنوات العشر السابقة لعام 2008، وافقت وزارة التنمية الاجتماعية المغربية على طلبات زواج الأطفال، وارتفعت نسبة تلك الزيجات بصورة كبيرة (29٪ من إجمالي الزيحات). بعض حالات زواج الأطفال في المغرب هي نتيجة المادة 475 من قانون العقوبات المغربي، وهو قانون يسمح للمغتصبين بتجنب العقاب إذا تزوجوا من ضحاياهم القاصرين. تم تعديل المادة 475 في يناير 2014 بعد الكثير من الحملات، ولم يعد المغتصبون قانونيًا يتجنبون الحكم عن طريق الزواج من ضحيتهم.
وفي جنوب افريقيا ينص القانون على احترام ممارسات الزواج التقليدية حيث يجوز الزواج للأنثى من سن 12 عامًا و14 عامًا للذكور.
وفي عام 2016 حكمت المحكمة العليا التنزانية في قضية رفعتها مبادرة مسشانا، وهي جماعة ضغط تدعو إلى حق الفتيات في التعليم وحمايتهن من اضرار الزواج المبكر. واصبح من غير القانوني الآن لاي شخص يقل عمره عن 18 عامًا ان يتزوج في تنزانيا.
وذكرت منظمة هيومن رايتس ووتش انه في عام 2015 ثلث النساء في زمبابوي اللواتي تتراوح أعمارهن بين 20 و 49 عامًا قد تزوجن قبل بلوغ سن 18 عامًا. وفي يناير 2016 رفعت أمراتان تزوجتا وهن اطفالا دعوى قضائية تطلب فيها تغيير السن القانونية للزواج. ونتيجة لذلك اعلنت المحكمة ان سن 18 هو الحد الادنى للزواج لكًل من الرجال والنساء. وقد بدأ سريان القانون على الفور. واشادت به منظمات حقوق الانسان وحقوق المرأة.

### الشرق الأوسط
أكثر من نصف الفتيات في اليمن تزوجن قبل سن 18 عام، وبعضهم في سن 8 أعوام، وحوالي 14% قبل سن 15 عام. رفضت لجنة تقنين أحكام الشريعة الإسلامية في مجلس النواب محاولات الحكومة اليمنية لرفع سن الزواج إلى 15 أو 18 عام، على أساس أن أي قانون يحدد الحد الأدنى لسن الفتيات يُعارض الشرع الإسلامي. أثارت مؤخرًا قضايا زواج مُبكر كثيرة الرأي العام منها قضية ندى الأهدل ذات 11 عام، نظرًا للضغوط الاجتماعية التي لاقتها لاجبارها على الزواج.
القران الكريم لا يحدد سن محدد لزواج الرجل أو الامرأة؛ ويعرف هذا السن عند الفتيان والفتيات الحصول على صفة “النكاح” (أو سن البلوغ).
ويعرف البلوغ باسم “عملية التغيرات الجسدية التي من خلالها ينضج جسم الطفل إلى هيئة الكبار قادرة على التكاثر الجنسي لتمكين التخصيب”. وبعبارة أخرى، ينبغي علي الرجل ان لا يتمم الزواج مع عروسه الشابه حتى أنها جسديا قادرة على تحمل الجماع (وقادرة على الحمل). سن الزواج وبطبيعة الحال يختلف من عصر ومكان وبيئة إلى أخرى. ولكن، في كل الحالات، العصور والبيئات يجب أن تصل إلى حالة “نكاح” لتكون متزوجة. القرآن لا يحتوي على السن المحدد للزواج، لكنه جعل من الواضح أن الرجال والنساء يجب أن يكون كلا ناضج جسديا وذا حكم سليم من أجل الزواج 

### الأمريكتين

#### أمريكا اللاتينية
يعد زواج القصر شائعا في أمريكا اللاتينية وجزر الكاريبي، يتزوج حوالي 29% من الفتيات قبل بلوغ سن الثامنة عشر. تختلف نسبة زواج القصر بين البلدان بتقرير جمهورية الدومينيكان، البرازيل، هندوراس، الإكوادور، نيكاراجوا، غواتيمالا أعلى نسب زواج قصر في الأمريكتين. أظهرت بوليفيا، وغيانا أكبر أكبر انخفاض في نسبة زواج القصر اعتبارًا من 2012.
في غواتيمالا، يعتبر الزواج المبكر أكثر شيوعا بين مجتمعات سكان المايا الأصليين. تحتل البرازيل المركز الرابع عالميا من حيث عدد الفتيات المتزوجات بسن الخامسة عشر. يعتبر الفقر ونقص القوانين المحددة للسن القانوني للزواج أسباب انتشار الزواج المبكر في أمريكا اللاتينية.

#### كندا
منذ 2015، أصبح السن القانوني للزواج 16 سنة. في كندا، تحدد المقاطعة السن القانوني للزواج ويكون على الأغلب 18 أو 19 سنة، لذا، يكون القصر تحت هذا السن تحت قيود أكثر (وهو: موافقة الأهل والمحكمة). في القانون الجنائي، مادة رقم 293.2 للزواج تحت سن السادسة عشر ينص على «كل من يحتفل أو يؤيد أو يشارك في حفل زواج مع العلم بأن سن أحد الأشخاص المحتفل بزواجهم تحت السادسة عشر هو متهم بجريمة يعاقب عليها القانون بالحبس لمدة لا تتجاوز الخمس سنوات»، تنص مادة الزواج المدني أيضا على أنه «لا يسمح لأي أحد تحت سن السادسة عشر بعقد زواجه».

### آسيا

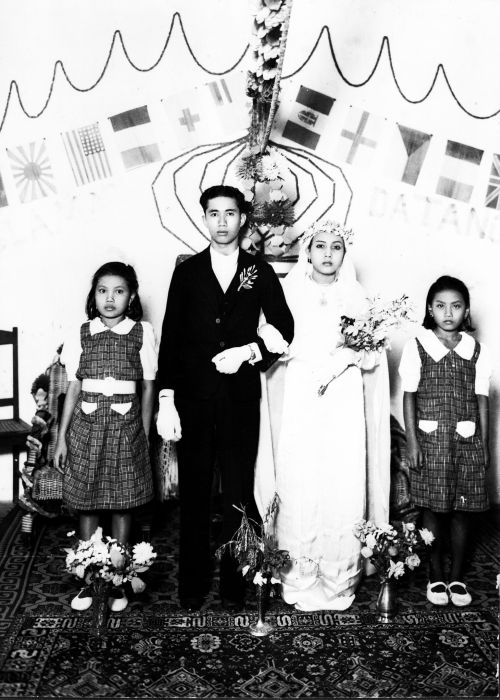
زوجان قصر من إندونسيا، 1939.

أكثر من نصف معدلات زواج الأطفال في العالم تحدث في دول آسيا الجنوبية، الهند، وباكستان، وبنجلاديش ونيبال.
كان هناك انخفاض في تلك المعدلات في الفترة بين 1991 و 2007، ولكن كان ذلك الانخفاض بين الفتيات الصغيرات وليس من في نهاية مراهقتهن. كما وجد أن زواج الأطفال سائد بين اللاجئين السوريين والفلسطينيين في لبنان، بالإضافة إلى أشكال أخرى من العنف الجنسي.
واعتُبر الزواج وسيلة ممكنة لحماية شرف الأسرة وحماية الفتاة من الاغتصاب بالنظر إلى مدى انتشار الاغتصاب خلال النزاع. فقد ازدادت حوادث زواج الأطفال في سوريا وبين اللاجئين السوريين على مدار النزاع، وارتفعت نسبة الفتيات اللاجئات السوريات اللاتي يعشن في الأردن المتزوجات من 13٪ في عام 2011 إلى 32٪ في عام 2014.

#### بنجلاديش
يوجد في بنجلاديش أعلى معدلات زواج قاصرين في العالم، حالتين زواج من كل 3 حالات هم حالات زواج لأطفال. طبقا لاحصائية عام 2005، 49% من السيدات بين عمر 25 : 29 عام تزوجن قبل عمر 15.

#### أندونيسيا
في إندونيسيا، كشفت تقارير رجال دين مسلمين يتزوجون من العديد من الزوجات القصر، وبعضهن أقل من 12 عامًا. حاول ممثلو الادعاء الإندونيسيين وقف هذه الممارسة من خلال المطالبة بأحكام السجن لهؤلاء. ومع ذلك، أصدرت المحاكم المحلية أحكامًا مخففة.
عام 1947، تم سن قانون يحدد الحد الأدنى للزواج، وهو للفتاة على الأقل 16، وللذكر 19. ومع انتشار وسائل التواصل الاجتماعي، انتشر زواج القاصرات.

#### نيبال
ذكرت اليونيسيف أن 28.8% من حالات الزواج في نبيال عام 2011 هي زواج لأطفال. ذكرت ورقة مناقشة أن 79.6 % من الفتيات المسلمات، و 69.7% من الفتيات اللاتي يعشن في مناطق مرتفعة مثل التلال (بغض النظر عن الديانة)، و 55.7% من الفتيات في المناطق الريفية، تزوجن قبل عمر 15.

### أوروبا
تشير الأبحاث التي أجراها صندوق الأمم المتحدة للسكان إلى أن 28.2٪ من الزيجات في تركيا - تقريبا واحدة من كل ثلاثة - تنطوي على فتيات دون سن الثامنة عشرة.

## الآثار المترتبة على زواج القصر

معدلات المواليد لكل 1000 امرأة تتراوح أعمارهن بين 15 و 19 عامًا، على مستوى العالم.

زواج القصر له أخطار عديدة على الفتيات، حيث أن زواج الفتاة الباكر يعرضها لاحتمالية الحمل في سن صغير وهو ما يحمل مخاطر صحية عليها، كما أن احتمالية إتمام الفتاة لتعليمها في الدول النامية بعد الولادة ضئيلة. زواج القاصرات يجعلهن أشد عرضة للعنف الزوجي، وتعرضهن للاغتصاب من قبل الزوج.

### الصحة
يؤثر الزواج المبكر على الصحة وعلى حياة الفتيات. حيث يعد الحمل المبكر والولادة المبكرة من الأسباب الكبرى لوفاة الفتيات المراهقات دون عمر 19 في الدول النامية. الفتيات الحوامل بين عمر 15 : 19 أكثر عرضة مرتين للوفاة عند ولادتهن أكثر من الفتيات في عمر 20. الفتيات تحت عمر 15 أكثر عرضة 7 مرات للموت عن أثناء الولادة. كما أن الفتيات المتزوجات مبكرًا أكثر عرضة للإصابة بناسور الولادة، أكثر من نظيراتهن اللاتي تزوجن في عمر 20. كما يؤثر زواج القاصرين على حياة المواليد وليس على حياة الأم فقط، حيث يعاني المواليد لأمهات دون 18 عام من قلة الوزن.

### الآثار الاجتماعية
تعاني الفتيات المراهقات اللواتي لديهن مستويات تعليمية متدنية من خطر العزلة الاجتماعية والعنف المنزلي أكثر من النساء الأكثر تعليماً والذين يتزوجون كبالغين. وفي أعقاب الزواج، كثيرا ما تنتقل الفتيات إلى منزل زوجها وتضطلعن بالدور المحلي لكونهن زوجة، مما ينطوي في كثير من الأحيان على الانتقال إلى قرية أخرى أو منطقة أخرى. قد يؤدي هذا الانتقال إلى تسرب فتاة صغيرة من المدرسة، والابتعاد عن عائلتها وأصدقائها، وفقدان الدعم الاجتماعي الذي كانت تتمتع به في السابق. قد يكون لدى عائلة الزوج أيضا توقعات أعلى لاستجواب الفتاة لزوجها وعائلته بسبب شبابها. يمكن لهذا الشعور بالعزلة من نظام الدعم أن يكون له تداعيات صحية نفسية خطيرة بما في ذلك الاكتئاب.
تجعل الفجوات العمرية الكبيرة بين الطفل وزوجها أكثر عرضة للعنف المنزلي والاغتصاب الزوجي. الفتيات اللواتي يتزوجن كطفل يواجهن عنف زوجي شديد ومهدد للحياة بمعدلات أعلى. غالباً ما يزيد عمر الأزواج في زيجات الأطفال أكثر من عشر سنوات عن زوجاتهم. وهذا يمكن أن يزيد من القوة والسيطرة على الزوج على زوجته ويسهم في انتشار العنف بين الزوجين. يضع الزواج المبكر الفتيات الصغيرات في وضع ضعيف من الاعتماد كليًا على زوجها. للعنف المنزلي والجنسي من قبل أزواجهن عواقب صحية نفسية ومدمرة مدى الحياة على الفتيات الصغيرات لأنهن في مرحلة التكوين النفسي. يمكن أن تشمل هذه العواقب الصحية العقلية للعنف الزوجي الاكتئاب والأفكار الانتحارية. كما تواجه العرائس الأطفال العزلة الاجتماعية والاعتداء العاطفي والتمييز في منازل أزواجهن وأهل زوجاتهم.

### التأثير على تطوير المجتمع
تؤثر المعدلات العالية لزواج الأطفال سلباً على التنمية الاقتصادية للبلدان بسبب تأثير الزواج المبكر على تعليم الإناث ومشاركة سوق العمل. لاحظ بعض الباحثين والناشطين أن المعدلات المرتفعة لزواج الأطفال تمنع تقدمًا كبيرًا نحو كل من الأهداف الإنمائية الثمانية للألفية والجهود العالمية للحد من الفقر بسبب آثاره على التحصيل العلمي والمشاركة الاقتصادية والسياسية والصحة.
لاحظ تقرير صادر عن اليونيسف في نيبال أن زواج الأطفال يؤثر على التنمية في البلاد بسبب فقدان الإنتاجية والفقر والآثار الصحية. باستخدام بيانات المسح متعدد المؤشرات في نيبال، يقدر باحثوها أن جميع الفتيات اللواتي يؤجلن الزواج حتى سن 20 وما بعده سيزيد من التدفق النقدي بين النساء النيباليات بمبلغ يعادل نسبة 3.87% من الناتج المحلي الإجمالي للبلاد. وقد اعتبرت تقديراتهم انخفاض التعليم والعمالة بين الفتيات في زيجات الأطفال بالإضافة إلى انخفاض معدلات التعليم وارتفاع معدلات الفقر بين الأطفال من زواج الأطفال.

### الأمية والفقر
في الغالب يؤدي زواج القاصرات إلى إنهاء حياة الفتيات التعليمية، كما أن الغير متعلمات هن الأكثر عرضة للزواج في سن صغيرة.
الفتيات اللاتي لم يتلقين سوى تعليم ابتدائي فقط هن أكثر ميلاً مرتين للزواج قبل سن 18 مقارنةً باللواتي حصلن على تعليم ثانوي. والفتيات دون تعليم أكثر ميلا 3 مرات للزواج قبل سن الثامنة عشر. يمنع الزواج المبكر الفتيات من إكمال تعليمهن، حيث أنه من الممكن أن تترك الفتاة المدرسة بسبب ظن المجتمع والأسرة أن تعليم الفتيات غير مهم، وأن دور الفتاة الرئيسي هو دورها كأم وزوجة. ولكن بدون تعليم تقل فرص الفتيات في كسب المال، مما يجعلهن فقراء إذا مات الزوج أو إذا تطلقن.

### العنف الزوجي
زواج القاصرات ذات المستوى المتدني تعليميا يجعلهن أكثر عرضة للعزلة الاجتماعية والعنف الزوجي بالمقارنة مع النساء البالغات اللواتي حصلن على تعليمٍ جيد.

## المبادرات الدولية لمنع زواج الأطفال
في ديسمبر 2011 بقرار من الجمعية العامة للأمم المتحدة اعتمدت (A / RES / 66/170) وعين 11 أكتوبر من كل عام اليوم العالمي للفتاة، وعقد في يوم 11 أكتوبر 2012 اليوم العالمي الأول للطفلة، وموضوعه إنهاء زواج الأطفال.

## بيانات الانتشار
تم سرد نسبة النساء الذين تتراوح أعمارهم بين 20-24 واللاتي تزوجن قبل سن 18 في الجدول أدناه. البيانات من ICRW، للفتيات من 10 إلى 20 سنة. بيانات الامم المتحدة منن 10 إلى 15 سنة.
| المرتبة طبقًا لبياناتICRW | الدولة                 | % الفتيات المتزوجات قبل 18 (ICRW data) | % الفتيات المتزوجات قبل 18 (بيانات الأمم المتحدة) |
| ------------------------ | ---------------------- | -------------------------------------- | ------------------------------------------------- |
| 1                        | النيجر                 | 75                                     | 62                                                |
| 2                        | تشاد                   | 72                                     | 49                                                |
| 3                        | بنغلاديش               | 66                                     | 48                                                |
| 4                        | غينيا                  | 63                                     | 46                                                |
| 5                        | جمهورية أفريقيا الوسطى | 61                                     | 42                                                |
| 6                        | مالي                   | 55                                     | 50                                                |
| 7                        | موزمبيق                | 52                                     | 47                                                |
| 8                        | مالاوي                 | 50                                     | 37                                                |
| 9                        | مدغشقر                 | 48                                     | 34                                                |
| 10                       | سيراليون               | 48                                     | 47                                                |
| 11                       | بوركينا فاسو           | 48                                     | 35                                                |
| 12                       | الهند                  | 47                                     | 30                                                |
| 13                       | إريتريا                | 47                                     | 38                                                |
| 14                       | أوغندا                 | 46                                     | 32                                                |
| 15                       | الصومال                | 45                                     | 38                                                |
| 16                       | نيكاراغوا              | 43                                     | 32                                                |
| 17                       | زامبيا                 | 42                                     | 24                                                |
| 18                       | إثيوبيا                | 41                                     | 30                                                |
| 19                       | نيبال                  | 41                                     | 40                                                |
| 20                       | جمهورية الدومينيكان    | 40                                     | 29                                                |